# Cercocladia novicia
Cercocladia novicia är en fjärilsart som beskrevs av Max Wilhelm Karl Draudt 1915. Cercocladia novicia ingår i släktet Cercocladia och familjen björnspinnare. Inga underarter finns listade i Catalogue of Life.